# 張志潛
張志潛（1879年—1942年）字仲炤，直隶丰润县人，清朝官员。

## 生平
张志潜为张佩纶的次子，系原配朱夫人所生。1902年，他参加補行庚子辛丑恩正併科，与张允釐、张允恺同榜中举。后来他任内阁中书，1907年任宪政编查馆总务科科员。在宪政编查馆任职期间，他从档案中收集张佩纶的奏议，编成了《涧于集》。
1942年，張志潛因肺病在上海逝世，享年63岁。

## 家庭
- 张志潜的父亲是张佩纶。张志潜是张爱玲的二伯父。
- 张志潜生有二子：正出张子美，庶出张子闲。